# Joodse begraafplaats (Meppel)
De Joodse begraafplaats van Meppel in de Nederlandse provincie Drenthe ligt aan de Steenwijkerstraatweg. De begraafplaats is gesticht in 1819, maar het was niet de eerste Joodse begraafplaats in Meppel.

## Geschiedenis
Tot 1767 begroeven de joden van Meppel hun doden in Zwartsluis. In dat jaar werd, bij de oprichting van de joodse gemeente Meppel, een begraafplaats aankocht op het toenmalige Boddenkampje. Dit stukje grond (gelegen bij de huidige Burgemeester Knoppersbrug) werd korte tijd later verruild voor een terrein aan de Zomerdijk in Nijeveen. Van deze begraafplaatsen zijn geen sporen meer.
Aan het einde van de achttiende eeuw groeide de joodse gemeente van Meppel zo snel, dat aan de Touwstraat een openbare synagoge gesticht kon worden. Toen dit gebouw in het midden van de negentiende eeuw te klein dreigde te worden, is het in 1865 gerenoveerd en vergroot. Ook de in 1819 aangelegde tweede begraafplaats van de joodse gemeente, aan de Steenwijkerstraatweg te Meppel was spoedig te klein en werd daarom in 1850 uitgebreid.
Na de Holocaust in de Tweede Wereldoorlog keerden slechts enkele joden naar Meppel terug. De joodse gemeente werd in 1964 officieel opgeheven en bij die van Zwolle gevoegd. De synagoge, die kort na de oorlog verkocht was, is in 1960 in het kader van een stadsvernieuwing afgebroken, net als de joodse school in de Touwstraat. In 1970 werd in het Slotplantsoen een monument onthuld ter nagedachtenis aan de vermoorde joodse inwoners van Meppel. Sinds eind september 1997 is dit monument, gemaakt door Onno de Ruijter, geïntegreerd in een grotere gedenkplaats op dezelfde plek.
De begraafplaats is in 1998 door vrijwilligers gerestaureerd met financiële steun van "Stichting Burgerweeshuis" te Meppel. Op de begraafplaats staat een metaheerhuis.

## Afbeeldingen

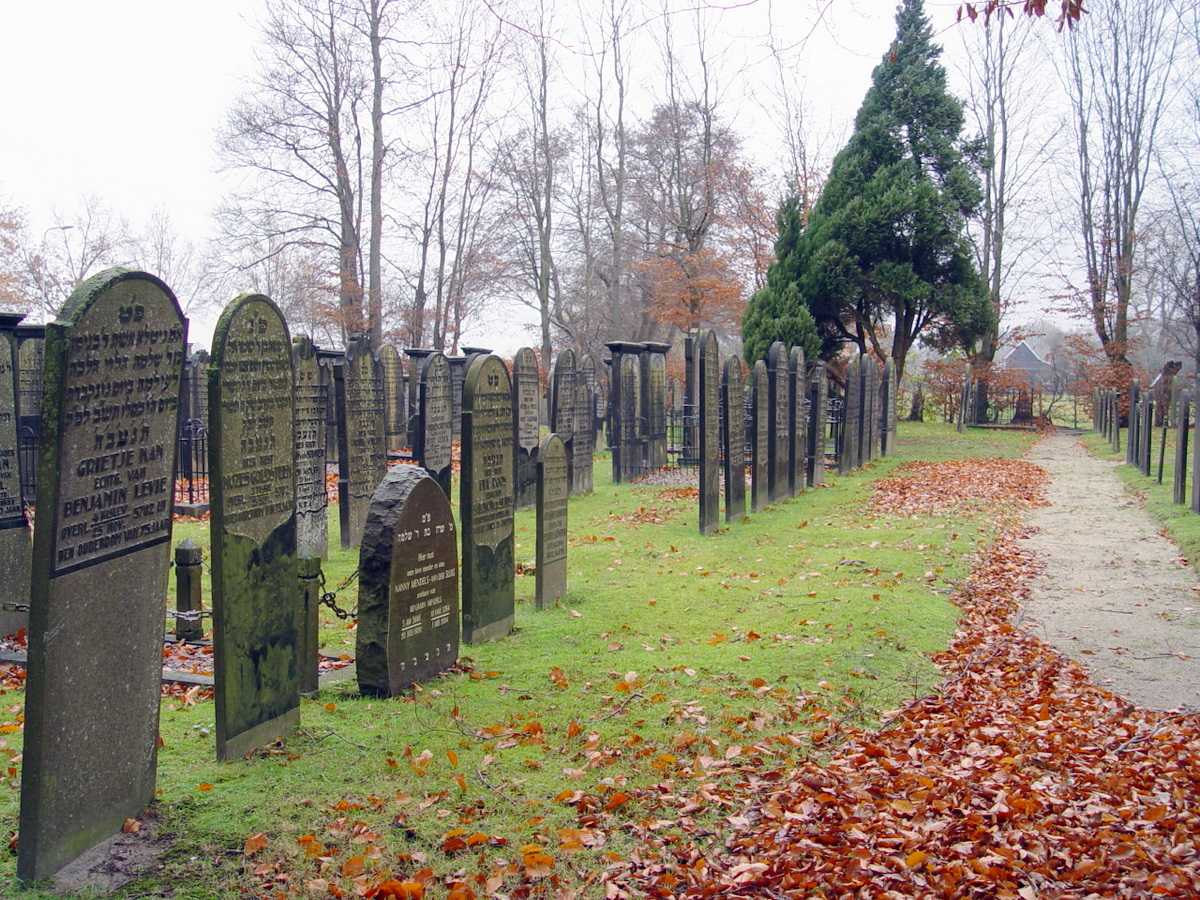
grafstenen
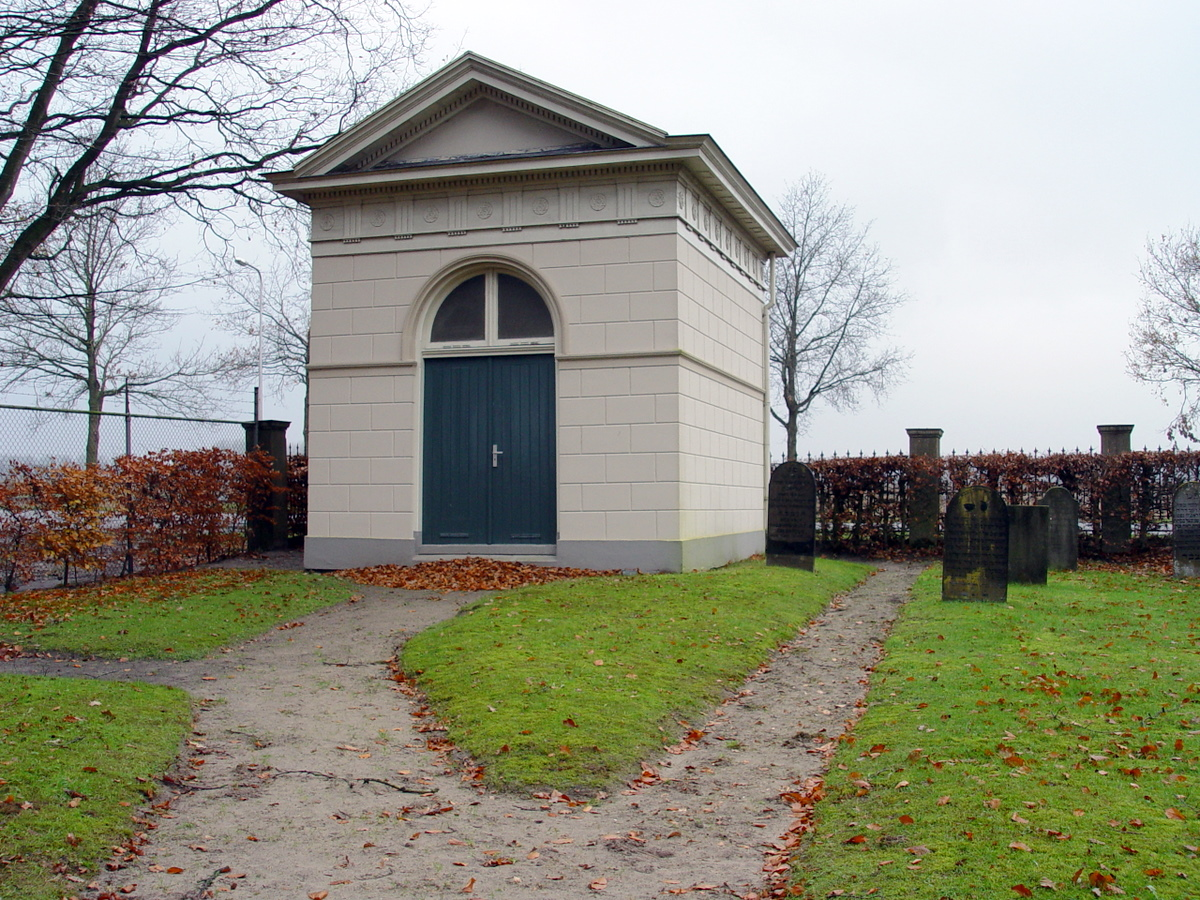
metaheerhuis